# Sivaelurus
Sivaelurus — вимерлий рід котових. Типовий і єдиний вид, S. chinjiensis, був описаний на основі фрагментарної скам'янілості, знайденої в Азії. Спочатку він був описаний як Pseudaelurus chinjiensis у 1910 році, але в 1915 році був перерахований до нового роду.
Дослідження 2020 року нововіднайденого матеріалу з регіону запропонувало віднести вид Miopanthera lorteti до цього роду; він також описав фрагментарний матеріал, що належить до Sivaelurus sp..